# 323. п. н. е.

## Смрти
- 13. јун — Александар Македонски, антички краљ. (* 356. п. н. е.)